# Smeđi urlikavac
Smeđi urlikavac (lat. Alouatta guariba) je vrsta primata iz porodice hvataša. Živi u šumama jugoistočnog Brazila i sjeveroistočne Argentine (Misiones).

## Izgled
Smeđi urlikavac je relativno velik, zdepasto građen majmun. Tijelo mu je dugo 45-59 centimetara, a rep je dosta duži od tijela. Težak je oko 4 do 7 kilograma. Krzno ove životinje obično je smeđe boje, ali ovisno o staništu, može poprimiti žućkaste, crvenkaste i narančaste nijanse.

## Ponašanje
Dnevna je životinja, a vrijeme najčešće provodi na granama drveća. Rijetko se kreće, a najčešće to čini tražeći hranu. Živi u društvenim skupinama sastavljenim od 4 do 11 jedinki različitog spola i dobi. Hrani se lišćem, a ponekad i drugim biljnim dijelovima.